# Franjo Tuđman
Franjo Tuđman  (Veliko Trgovišće, 14 mei 1922 - Zagreb, 10 december 1999) was de president van Kroatië gedurende de jaren '90. Volgens een peiling oordeelt 56% van de Kroaten positief over Tuđman, omdat hij verantwoordelijk wordt gehouden voor de afsplitsing van Kroatië van Joegoslavië en daarmee de onafhankelijkheid van Kroatië heeft ingeleid.
In mei 2013 oordeelde het Internationaal Straftribunaal voor het voormalige Joegoslavië (ICTY), in het eerste vonnis tegen de voormalige hooggeplaatste ambtenaren van Herceg-Bosna, dat Tuđman schuldig was aan het leiding geven aan een criminele onderneming tegen de niet-Kroatische bevolking van Bosnië en Herzegovina.

## Jonge jaren
Franjo Tuđman werd geboren op 14 mei 1922 in Veliko Trgovišće, een dorp in de noordelijke Kroatische regio van Hrvatsko Zagorje, dat op dat moment deel uitmaakte van het Koninkrijk van Serviërs, Kroaten en Slovenen. Zijn vader, Stjepan, was uitbater van een plaatselijke taverne en was politiek actief in de Kroatische Boerenpartij (HSS). Hij was voorzitter van de HSS in Veliko Trgovišće (1925-1941) en verkozen als burgemeester van Veliko Trgovišće in 1936 en 1938. Mato, Andras en Juraj, broers van Stjepan Tuđman, emigreerden naar Amerika. Een andere broer, Valentin, heeft ook geprobeerd om te emigreren, maar een reisongeluk verhinderde dit en hield hem in Veliko Trgovišće, waar hij werkte als ongeschoolde dierenarts.
Naast Franjo, had Stjepan Tuđman een dochter, Danica Ana (die stierf als baby), Ivica (geboren in 1924) en een jongere zoon, Stjepan "Stefek" (geboren in 1926). Toen Franjo Tuđman zeven jaar oud was stierf zijn moeder Justina tijdens de zwangerschap van het vijfde kind. Franjo Tuđmans moeder was religieus, in tegenstelling tot zijn vader en stiefmoeder. Zijn vader had, net als Stjepan Radic (de stichter van HSS), een antiklerikale houding en jonge Franjo nam deze houding over. Als kind was Franjo nochtans misdienaar in de plaatselijke parochie. Hij liep lagere school in zijn geboortedorp vanaf 15 september 1929 tot 30 juni 1933 en was een uitstekende student.
Hij ging gedurende acht jaar, pas vanaf het najaar van 1935, naar de middelbare school. De redenen voor dit uitstel zijn niet duidelijk. Er wordt aangenomen dat de primaire oorzaak een economische crisis was. Volgens sommige bronnen hielp de plaatselijke parochie de jonge Franjo om zijn opleiding voort te zetten en zijn leraar stelde zelfs voor om een priesteropleiding te volgen. Op vijftienjarige leeftijd bracht zijn vader hem naar Zagreb, waar hij een ontmoeting had met Vladko Macek, de voorzitter van de Kroatische Boerenpartij (HSS). Oorspronkelijk kon de jonge Franjo zich nog vinden in de HSS, maar later vond hij meer aansluiting bij het communisme. Op 5 november 1940 werd hij gearresteerd tijdens studentendemonstraties die de verjaardag van de Sovjet-Oktoberrevolutie vierden.

## Biografie

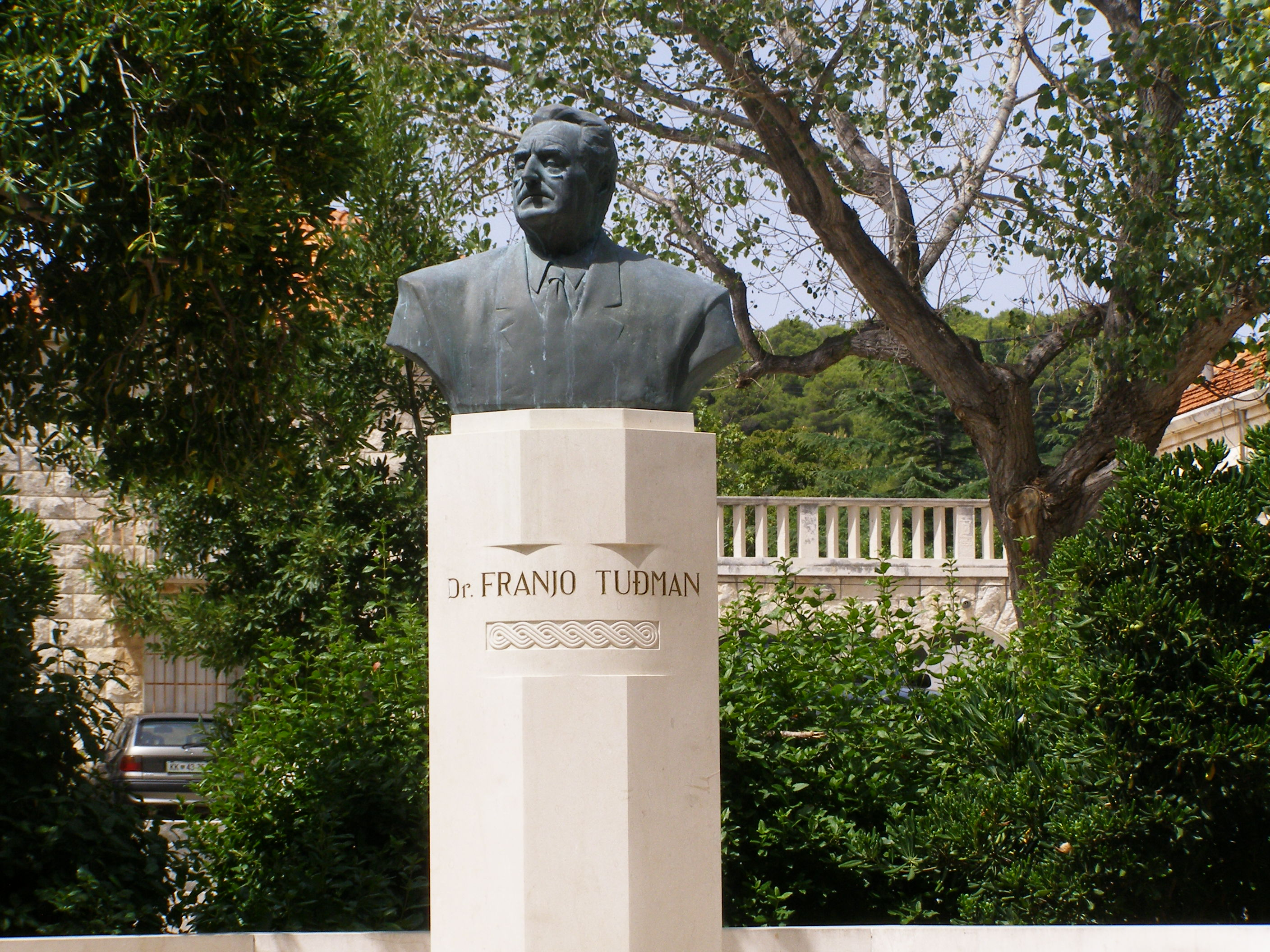
Standbeeld van Franjo Tuđman op het eiland Brač

Tuđman vocht tijdens de Tweede Wereldoorlog (1941-1945) aan de zijde van Tito's partizanen en werd lid van de Joegoslavische Communistische Partij (JCP). Na de oorlog maakte Tuđman carrière binnen het Joegoslavische Volksleger (JNA) (Jugoslavenska Narodna Armija). In 1960 werd hij de jongste generaal van het JNA.
In 1961 verliet Tuđman het leger, naar eigen zeggen vanwege het grote aantal Servische officieren. Hij richtte het Instituut voor de Geschiedenis van de Arbeidersbeweging in Kroatië op. Hij werd de eerste voorzitter van dit instituut, een post die hij tot 1967 vervulde.
Vanaf het einde van de jaren 60 bekritiseerde Tuđman het communistische establishment in Joegoslavië, met als gevolg dat hij uit de Joegoslavische Communistenbond (de opvolger van de Joegoslavische Communistische Partij) werd gezet.
Sinds 1971 speelde Tuđman een belangrijke rol tijdens de Kroatische Lente. Na de onderdrukking van die protestbeweging werd hij veroordeeld tot twee jaar gevangenisstraf.

## Antisemitisme

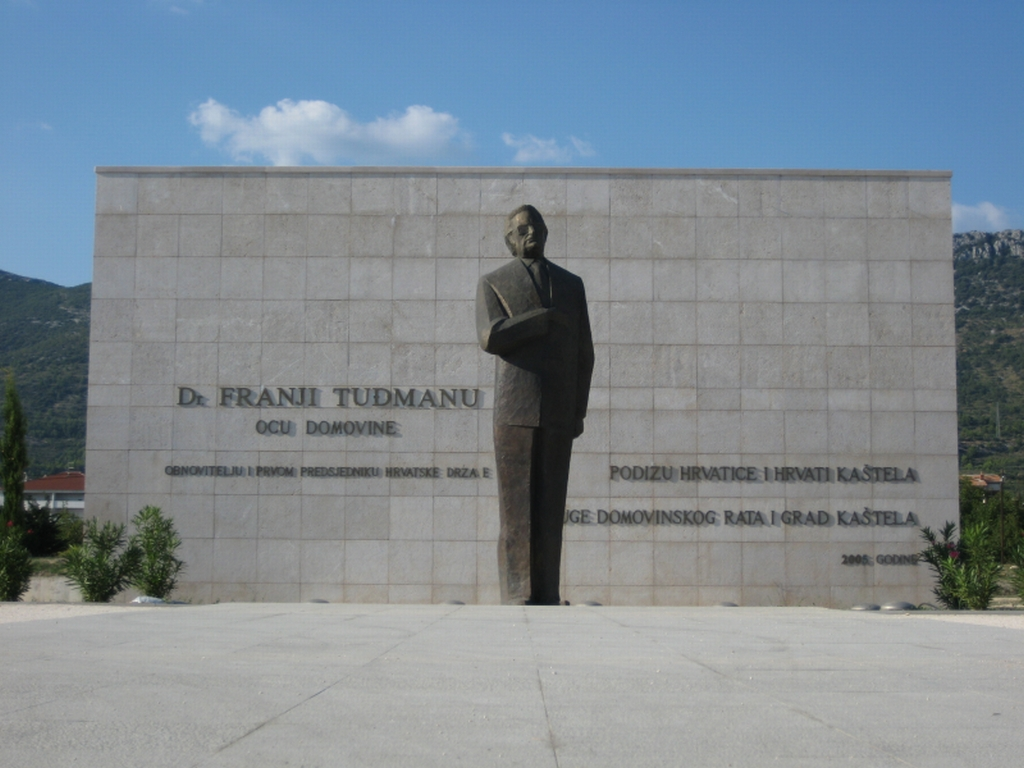
Standbeeld op Kaštela

In 1989 verscheen Tuđmans boek De Gruwelen van Oorlog. Hierin verklaart hij dat het aantal door de Kroatische fascisten vermoorde Serviërs en Joden tijdens de Tweede Wereldoorlog lang niet zo hoog ligt als door de geschiedschrijvers wordt beweerd.
Niet alleen de misdaden gepleegd door Kroatische fascisten worden door Tuđman gebagatelliseerd. Zo beweerde hij in zijn boek Historische Waarheden, dat het totaal aantal Joodse slachtoffers in de Holocaust slechts 900.000 bedroeg (later beweerde hij dat er 4 miljoen Joden waren omgekomen).
De beschrijvingen van Joden en hun gedrag in zijn boek zijn ook op zijn zachtst gezegd aanstootgevend. Zo beschreef Tuđman de Joden als volgt: Een Jood blijft een Jood. Zelfs in de kampen behielden zij hun slechte eigenschappen: egoïsme, trouweloosheid, verachtelijkheid, sluwheid en oplichterij.
Veel Kroaten beweren dat Tuđmans antisemitisme een uitvinding is van Miloševićs propagandamachine. Een deel van hen achtte Joodse historici en intellectuelen schuldig aan het zwartmaken van Kroatië en hun volk. Toen de New York Times Tuđmans uitspraken over Joden en de Holocaust beschreef als een overblijfsel van het Ustasa-verleden, beschuldigden veel (Amerikaanse) Kroaten de krant van een systematische lastercampagne tegen de Kroaten en Kroatië.
Volgens de Britse krant The Guardian, de New York Times en vele andere hoogstaande Britse, Amerikaanse en zelfs enkele Kroatische kranten zei Tuđman bij een verkiezingsbijeenkomst in 1990: "Ik dank God dat ik niet met een Servische of een Jodin getrouwd ben".
Toen Tuđman in de jaren 90 door Bill Clinton was uitgenodigd om te spreken op de opening van een Holocaustmuseum, verlieten veel mensen de zaal.
In 1994 schreef Tuđman een brief aan de B'nai B'rith, de grootste Amerikaans-Joodse organisatie, waarin hij beloofde de "controversiële" passages uit toekomstige drukken van zijn boek(en) te schrappen.

## Verkiezingen
Tuđmans partij, Hrvatska Demokratska Zajednica (HDZ of Kroatische Democratische Unie), won de eerste postcommunistische parlementsverkiezingen in 1990. Daaropvolgend werd Tuđman president van Kroatië (dat toen nog een deelstaat van Joegoslavië was). Een jaar later (1991) verklaarde hij Kroatië onafhankelijk, wat leidde tot oorlog tussen Kroaten en Serven, die op Kroatisch grondgebied een eigen Servische republiek Krajina hadden opgericht.

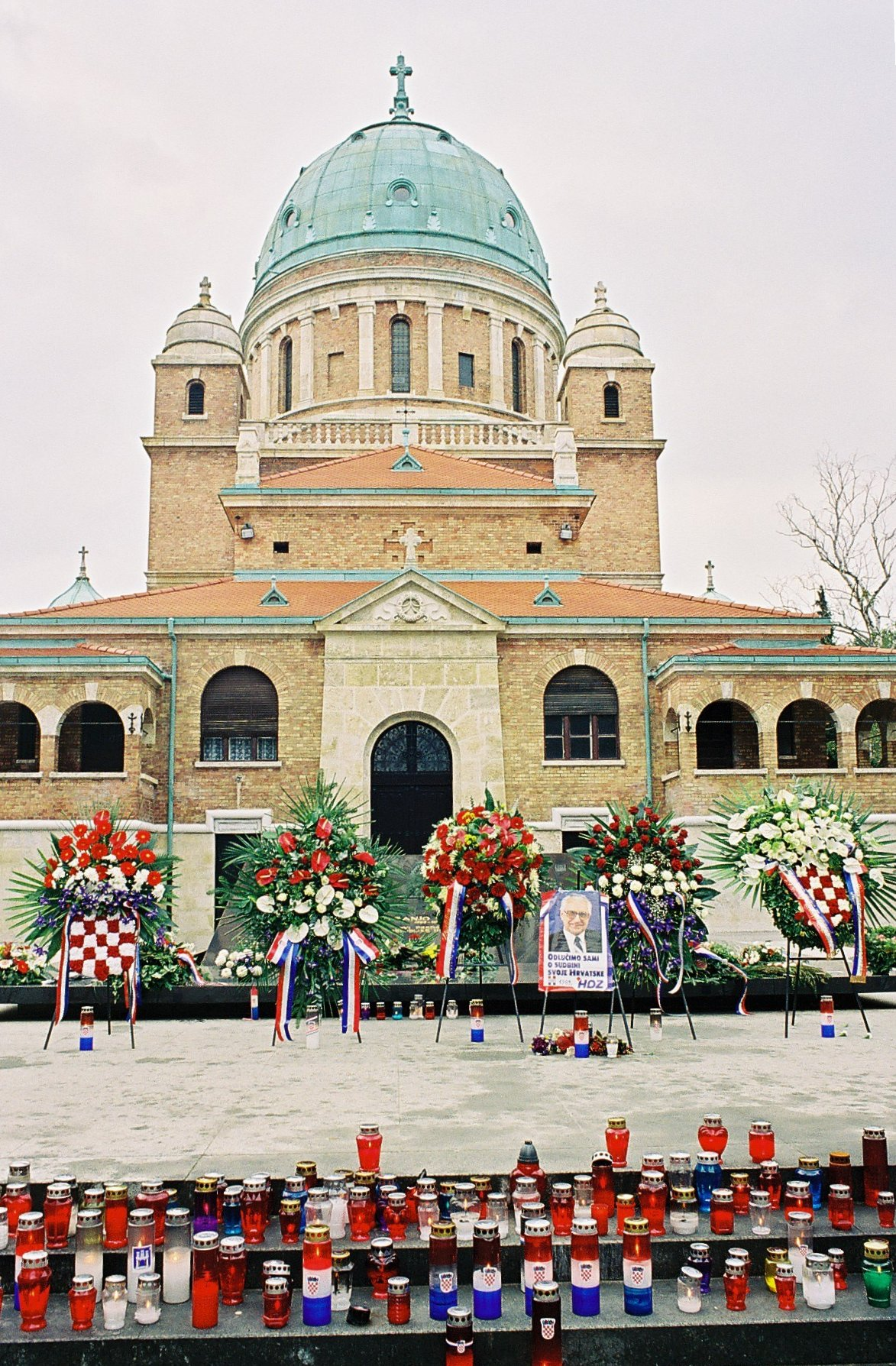
Graf

Tuđman werd twee maal herkozen en bleef aan de macht tot aan zijn dood eind 1999. Hij ligt begraven op de Mirogoj-begraafplaats in Zagreb. Veel straten, pleinen en kunstwerken in Kroatië en in de door Kroaten bevolkte delen van Bosnië en Herzegovina dragen Tuđmans naam, waaronder de Franjo Tuđmanbrug in Dubrovnik en het Franjo Tuđman international airport in Zagreb.